# Gianni Cavalieri
Gianni Cavalieri, all'anagrafe Vittorio Cavaliere, (Padova, 7 marzo 1908 – Treviso, 5 luglio 1955), è stato un attore italiano.

## Biografia
Fratello minore di Gino Cavalieri, fa il suo esordio diciannovenne, nel 1927, nella Compagnia Veneta di Gianfranco Giachetti. Resta con Giachetti sino al 1934 e passa poi nella compagnia di un altro grande attore del teatro veneziano: Carlo Micheluzzi.
Nel 1937 forma, con il fratello, una compagnia propria e porta in giro per l'Italia il repertorio goldoniano sino a quando, nel 1940, entra nella compagnia di Cesco Baseggio. Nel 1945 è con Memo Benassi per tornare poco dopo accanto al fratello e nel 1949 i due si riuniscono di nuovo con Baseggio.
Nel 1951 affianca Wanda Osiris e nel 1952 entra nella compagnia del Teatro d'arte italiano.
Grassottello e poco prestante ma accattivante, dotato di una spontanea comicità e di una voce squillante, esordisce nel cinema nel 1937 nel film Nina, non far la stupida di Nunzio Malasomma accanto al fratello, Baseggio e Nino Besozzi. Da quel momento e sino alla morte sarà uno dei più apprezzati caratteristi del cinema italiano incarnando spesso personaggi veneti (è l'investigatore improvvisato del noir Ombre sul Canal Grande di Glauco Pellegrini del 1951, ma anche il parroco in Totò e Carolina di Mario Monicelli del 1955) come pure figure non legate alla sua regione (è accanto a Totò nei panni di don Gaetano in Miseria e nobiltà di Mario Mattoli del 1954 ma anche a Carlo Dapporto in Ci troviamo in galleria di Mauro Bolognini del 1953).
Muore a 47 anni il 5 luglio 1955.

## Filmografia
- Nina, non far la stupida, regia di Nunzio Malasomma (1937)
- La voce senza volto, regia di Gennaro Righelli (1939)
- I due Foscari, regia di Enrico Fulchignoni (1942)
- Canal Grande, regia di Andrea Di Robilant (1943)
- Fiori d'arancio, regia di Hobbes Dino Cecchini (1944)
- Trent'anni di servizio, regia di Mario Baffico (1945)
- La vita semplice, regia di Francesco De Robertis (1945)
- La gondola del diavolo, regia di Carlo Campogalliani (1946)
- La mascotte dei diavoli blu, regia di Carlo Alberto Baltieri (1947)
- La mano della morta, regia di Carlo Campogalliani (1949)
- Cuori senza frontiere, regia di Luigi Zampa (1950)
- Arrivano i nostri, regia di Mario Mattoli (1951)
- Accidenti alle tasse!!, regia di Mario Mattoli (1951)
- Il padrone del vapore, regia di Mario Mattoli (1951)
- Ombre sul Canal Grande, regia di Glauco Pellegrini (1951)
- 5 poveri in automobile, regia di Mario Mattoli (1952)
- Gli eroi della domenica, regia di Mario Camerini (1952)
- Cani e gatti, regia di Leonardo De Mitri (1952)
- Capitan Fantasma, regia di Primo Zeglio (1953)
- Anni facili, regia di Luigi Zampa (1953)
- Ci troviamo in galleria, regia di Mauro Bolognini (1953)
- Cinema d'altri tempi, regia di Steno (1953)
- Musoduro, regia di Giuseppe Bennati (1953)
- Due notti con Cleopatra, regia di Mario Mattoli (1953)
- Non vogliamo morire, regia di Oreste Palella (1954)
- Miseria e nobiltà, regia di Mario Mattoli (1954)
- Prima di sera, regia di Piero Tellini (1954)
- I cavalieri della regina, regia di Mauro Bolognini (1954)
- Due lacrime, regia di Giuseppe Vari (1954)
- Totò e Carolina, regia di Mario Monicelli (1955)